# Fem följer ett spår
Fem följer ett spår är den femtonde boken i fem-böckerna av Enid Blyton. Boken publicerades under titeln Five On a Secret Trail på engelska 1956 och året efter i Sverige.  

## Handling
Pojkarna, Julian och Dick, är i Frankrike. Bara Anne ska komma och bo med George. Timmy skadar sitt öra och tvingas bära en komisk krage. Georges ger sig av på natten för att campa på allmänningen. George lämnade instruktioner till Anne om var hon campar. Anne får med sig extra förnödenheter och ansluter till George. Sen följer en förväxlingshistoria med två tvillingar som sätter myror i huvudet på George och Anne. Pojkarna anländer och barnen upptäcker att det pågår mystiska saker i en gammal ruin och ett spöklikt ljus  lyser upp natten? Så börjar äventyret.

## Översättningar
Översättningen 1957 till svenska gjordes före flera titlar som redan fanns på engelska och därmed publicerades de svenska titlarna inte i samma ordning som de engelska. 1973 kom nyöversättningen till svenska av Kerstin Lennerthson och det var första året som fem-böckerna började nyöversättas. Ljudboken kom 2008 med inläsning av Lo Iweborg.